# Ospriocerus vallensis
Ospriocerus vallensis là một loài ruồi trong họ Asilidae. Ospriocerus vallensis được Martin miêu tả năm 1968. Loài này phân bố ở vùng Tân Bắc giới.